# Miss Europe

Anastasia Prodanov (2021)

Miss Europe (pol. Miss Europy) jest najstarszym międzynarodowym, kontynentalnym konkursem piękności.

## Zwyciężczynie konkursu
| Rok     | Miss Europe                             | Kraj                   | Miejsce rozgrywania konkursu            |
| ------- | --------------------------------------- | ---------------------- | --------------------------------------- |
| 1928    | Stefanie Job                            | Szwajcaria             | Paryż, Francja                          |
| 1929    | Böske Simon                             | Węgry                  | Paryż, Francja                          |
| 1930    | Alice Diplarakou                        | Grecja                 | Paryż, Francja                          |
| 1931    | Jeanne Juilla                           | Francja                | Paryż, Francja                          |
| 1932    | Åse Clausen                             | Dania                  | Paryż, Francja                          |
| 1933    | Tatjana Masłowa                         | Rosja                  | Paryż, Francja                          |
| 1934    | Ester Toivonen                          | Finlandia              | Hastings, Wielka Brytania               |
| 1935    | Alicia Navarro                          | Hiszpania              | Paryż, Francja                          |
| 1936    | Antonia Arques                          | Hiszpania              | Tunis, Tunezja                          |
| 1937    | Britta Wikström                         | Finlandia              | Konstantyna, Algieria                   |
| 1938    | Sirkka Salonen                          | Finlandia              | Kopenhaga, Dania                        |
| 1939-47 | konkurs nie rozgrywany                  | konkurs nie rozgrywany | konkurs nie rozgrywany                  |
| 1948    | Jacqueline Donny                        | Francja                | Enghien-les-Bains, Francja              |
| 1949    | Juliette Figueras                       | Francja                | Palermo, Włochy                         |
| 1950    | Hanni Schall                            | Austria                | Rimini, Włochy                          |
| 1951    | Jacqueline Genton                       | Szwajcaria             | Palermo, Włochy                         |
| 1952    | Günseli Basar                           | Turcja                 | Neapol, Włochy                          |
| 1953    | Eloisa Cianni                           | Włochy                 | Stambuł, Turcja                         |
| 1954    | Christel Schaack                        | Niemcy                 | Vichy, Francja                          |
| 1955    | Inga-Britt Söderberg                    | Finlandia              | Helsinki, Finlandia                     |
| 1956    | Margit Nünke                            | Niemcy                 | Sztokholm, Szwecja                      |
| 1957    | Corine Rottschäfer                      | Holandia               | Baden-Baden, Niemcy                     |
| 1958    | Johanna (Hanni) Ehrenstrasser           | Austria                | Stambuł, Turcja                         |
| 1959    | Christine Spatzier                      | Austria                | Palermo, Włochy                         |
| 1960    | Anna Ranalli                            | Włochy                 | Bejrut, Liban                           |
| 1961    | Ingrun Helgard Möckel                   | Niemcy                 | Bejrut, Liban                           |
| 1962    | Maruja García Nicoláu                   | Hiszpania              | Bejrut, Liban                           |
| 1963    | Mette Stenstad                          | Norwegia               | Bejrut, Liban                           |
| 1964    | Elly Konie Koot                         | Holandia               | Bejrut, Liban                           |
| 1965    | Juliana Herm                            | Niemcy                 | Nicea, Francja                          |
| 1966    | Maria Dornier                           | Francja                | Nicea, Francja                          |
| 1967    | Paquita Torres Pérez                    | Hiszpania              | Nicea, Francja                          |
| 1968    | Leena Marketta Brusiin                  | Finlandia              | Kinszasa, Demokratyczna Republika Konga |
| 1969    | Sasa Zajc                               | Jugosławia             | Rabat, Maroko                           |
| 1970    | Noelia Alfonso Cabrera                  | Hiszpania              | Pireus, Grecja                          |
| 1971    | Filiz Vural                             | Turcja                 | Tunis, Tunezja                          |
| 1972    | Monika Sarp                             | Niemcy                 | Estoril, Portugalia                     |
| 1973    | Anke Maria Groot                        | Holandia               | Kitzbühel, Austria                      |
| 1974    | Maria Isabel (Maribel) Lorenzo Saavedra | Hiszpania              | Wiedeń, Austria                         |
| 1975    | konkurs nie rozgrywany                  | konkurs nie rozgrywany | konkurs nie rozgrywany                  |
| 1976    | Riitta Inkeri Väisänen                  | Finlandia              | Rodos, Grecja                           |
| 1977    | konkurs nie rozgrywany                  | konkurs nie rozgrywany | konkurs nie rozgrywany                  |
| 1978    | Eva Maria Düringer                      | Austria                | Helsinki, Finlandia                     |
| 1979    | konkurs nie rozgrywany                  | konkurs nie rozgrywany | konkurs nie rozgrywany                  |
| 1980    | Karin Zorn                              | Austria                | Puerto de la Cruz, Hiszpania            |
| 1981    | Anne Mette Larsen                       | Dania                  | Birmingham, Wielka Brytania             |
| 1982    | Nazli Deniz Kurtöglu                    | Turcja                 | Stambuł, Turcja                         |
| 1983    | konkurs nie rozgrywany                  | konkurs nie rozgrywany | konkurs nie rozgrywany                  |
| 1984    | Nese Erberk                             | Turcja                 | Bad Gastein, Austria                    |
| 1985    | Juncal Rivero Fadrique                  | Hiszpania              | Moguncja, Niemcy                        |
| 1986-87 | konkurs nie rozgrywany                  | konkurs nie rozgrywany | konkurs nie rozgrywany                  |
| 1988    | Michela Rocco di Torrepadula            | Włochy                 | Ragusa, Włochy                          |
| 1989-90 | konkurs nie rozgrywany                  | konkurs nie rozgrywany | konkurs nie rozgrywany                  |
| 1991    | Susanne Petry                           | Niemcy                 | Dakar, Senegal                          |
| 1991    | Katerina Michalopoulou                  | Grecja                 | Dakar, Senegal                          |
| 1992    | Marina Tsintikidou                      | Grecja                 | Ateny, Grecja                           |
| 1993    | Arzum Onan                              | Turcja                 | Stambuł, Turcja                         |
| 1994    | Lilach Ben-Simon                        | Izrael                 | Stambuł, Turcja                         |
| 1995    | Monika Žídková                          | Czechy                 | Stambuł, Turcja                         |
| 1996    | Marie-Claire Harrison                   | Anglia                 | Tirana, Albania                         |
| 1997    | Isawella Dara                           | Grecja                 | Kijów, Ukraina                          |
| 1998    | konkurs nie rozgrywany                  | konkurs nie rozgrywany | konkurs nie rozgrywany                  |
| 1999    | Jelena Rogożina                         | Rosja                  | Bejrut, Liban                           |
| 2000    | konkurs nie rozgrywany                  | konkurs nie rozgrywany | konkurs nie rozgrywany                  |
| 2001    | Elodie Gossuin                          | Francja                | Bejrut, Liban                           |
| 2002    | Swietłana Korolowa                      | Rosja                  | Bejrut, Liban                           |
| 2003    | Zsuzsanna Laky                          | Węgry                  | Nogent-sur-Marne, Francja               |
| 2004    | konkurs nie rozgrywany                  | konkurs nie rozgrywany | konkurs nie rozgrywany                  |
| 2005    | Shermine Shahrivar                      | Niemcy                 | Paryż, Francja                          |
| 2006    | Alexandra Rosenfeld                     | Francja                | Kijów, Ukraina                          |
| 2007-15 | konkurs nie rozgrywany                  | konkurs nie rozgrywany | konkurs nie rozgrywany                  |
| 2016    | Diana Starkova                          | Francja                | Bejrut                                  |
| 2017    | Diana Kubasova                          | Łotwa                  | Bejrut                                  |
| 2018    | Luissa Burton                           | Wielka Brytania        | Bejrut                                  |
| 2019    | Irina Garasymiv                         | Ukraina                | Jounieh i Bejrut                        |
| 2020    | Gaby Guha                               | Francja                | Jounieh                                 |
| 2021    | Anastasia Prodanov                      | Serbia                 | Cannes                                  |
| 2022    | Nikolina Baljak                         | Serbia                 | Bejrut                                  |
| 2023    | Natalia Guglielmo                       | Włochy                 | Bejrut                                  |
| 2024    | Roza Gadieva                            | Rosja                  | Jounieh                                 |

## Najwięcej sukcesów
| Liczba wygranych | Kraj                                       |
| ---------------- | ------------------------------------------ |
| 8                | Francja                                    |
| 7                | Niemcy, Hiszpania                          |
| 6                | Finlandia, Turcja                          |
| 5                | Austria, Grecja, Włochy                    |
| 4                | Rosja                                      |
| 3                | Holandia                                   |
| 2                | Jugosławia, Dania, Norwegia, Węgry, Serbia |

## Delegatki z Polski
| Rok  | Delegatka                 | Miejsce rozgrywania konkursu |
| ---- | ------------------------- | ---------------------------- |
| 1929 | Władysława Kostak         | Paryż                        |
| 1930 | Zofia Batycka             | Paryż                        |
| 1932 | Zofia Dobrowolska         | Paryż                        |
| 1934 | Maria Żabkiewicz          | Hastings                     |
| 1937 | Józefa Kaczmarkiewiczówna | Konstantyna                  |
| 1954 | Kazimiera Klimczak        | Vichy                        |
| 1984 | Lidia Wasiak              | Bad Gastein                  |
| 1985 | Magdalena Jaworska        | Moguncja                     |
| 1988 | Monika Nowosadko          | Ragusa                       |
| 1991 | Ewa Maria Szymczak        | Dakar                        |
| 1992 | Joanna Fabian             | Ateny                        |
| 1993 | Dorota Wróbel             | Stambuł                      |
| 1994 | Serafina Mąkowska         | Stambuł                      |
| 1995 | Magdalena Pęcikiewicz     | Stambuł                      |
| 1996 | Agata Dworniczek          | Tirana                       |
| 1997 | Agnieszka Zielińska       | Kijów                        |
| 1999 | Agnieszka Stolarczyk      | Bejrut                       |
| 2001 | Adrianna Gerczew          | Bejrut                       |
| 2003 | Marta Matyjasik           | Nogent-sur-Marne             |
| 2005 | Karolina Gorazda          | Paryż                        |
| 2006 | Katarzyna Borowicz        | Kijów                        |
| 2018 | Adrianna Paciorek         | Bejrut                       |